# Pityogenes trepanatus
Pityogenes trepanatus é uma espécie de insetos coleópteros polífagos pertencente à família Curculionidae.
A autoridade científica da espécie é Nordlinger, tendo sido descrita no ano de 1848.
Trata-se de uma espécie presente no território português.